# Усанов, Александр Николаевич
Александр Николаевич Усанов (1929—1992) — заместитель министра среднего машиностроения СССР, Герой Социалистического Труда.

## Биография
Pодился в семье служащих. В 1952 году окончил Московский инженерно-строительный институт имени В. В. Куйбышева.
С 1952 года на строительстве объектов КБ-11 в городе Арзамас-16. С 1957 года в Первом строительно-монтажном тресте. С 1973 года — начальник 11-го Главного управления Министерства среднего машиностроения СССР. С 1979 года — заместитель министра среднего машиностроения СССР.
За мужество, самоотверженные действия и трудовой героизм, проявленные при ликвидации аварии на Чернобыльской АЭС и устранении её последствий, Указом Президиума Верховного Совета СССР от 24 декабря 1986 года Усанову Александру Николаевичу присвоено звание Героя Социалистического Труда с вручением ордена Ленина и золотой медали «Серп и Молот».
В июне 1989 года назначен заместителем Министра атомной энергетики и промышленности СССР. После распада СССР остался на той же должности в России.
Жил в Москве. Скончался 25 декабря 1992 года. Похоронен в городе Подольск Московской области на кладбище «Красная горка».

## Государственные награды
Награждён двумя орденами Ленина, орденами Октябрьской Революции, «Знак Почёта», медалями, в том числе медалью «За трудовую доблесть».